# 大士山
大士山，又稱普陀岩、佛祖山、普渡山，象徵觀世音菩薩的化身。大士山內的紙紮神像包括觀音說法像、善財、龍女、四大天王、阿難、迦葉、唐僧取經、四海龍王與大士爺。
日治時期的《民俗臺灣》對大士山的描述有一小段記載：「日治末期中元節，萬華龍山寺廣場，擺在祭神壇上的紙糊神祇，日本的臺灣民俗研究者池田敏雄稱之為「大士山」。透過立石鐵臣的版畫，左右整齊的大士山祭壇，是用竹子架起的，偶人包括觀音菩薩、大士爺以及《西遊記》唐三藏取經時的主配角，造型可愛，栩栩如生，具有強烈的民俗風味。大士山的紙人都用細棒插在祭壇之上，週邊圍觀的善男信女把中元普渡的氣氛烘托得更為鬧熱滾滾。」
在臺灣北部，大士山除了普渡、作醮場合出現外，在葬禮中也可見到；在南部地區，中元祭典用大士爺和大士山，其他作醮和法會都用大士山。